# Louis Gallait
Louis Gallait (Tournai, 9 o 10 maggio 1810 – Bruxelles, 20 novembre 1887) è stato un pittore belga.

## Biografia
Gallait nacque il 9 maggio (secondo altre fonti il 10 maggio) 1810 a Tournai, nell'Hainaut. Allievo di Philippe-Auguste Hennequin e Mathieu Ignace van Brée, Gallait mostrava un talento precoce nella pittura e vinse un premio al Salon di Gand del 1832 grazie alla sua Omaggio a Cesare. La sua Abdicazione di Carlo V esposta presso la Galleria di Bruxelles del 1841, contribuì a rendere noto l'artista a livello europeo. L'abdicazione di Carlo V venne mostrato per la prima volta al pubblico assieme a Il compromesso dei nobili olandesi di Édouard de Bièfve, un altro giovane pittore belga. Entrambi i dipinti vennero esposti in molte città d'Europa, e furono accolti specialmente in Germania, dove contribuirono alla nascita di una scuola di pittura storica tedesca. I continui incarichi ricevuti dai nobili lo indussero a stabilirsi a Bruxelles.
Théophile Gautier dichiarò che Gallait disponeva di "tutte le qualità che si possono acquisire con la dedizione, il gusto, il giudizio e la determinazione".
Fra gli studenti di Gallait vi fu Cesare Dell'Acqua. 
Gallait morì a Bruxelles nel 1887.

## Galleria d'immagini

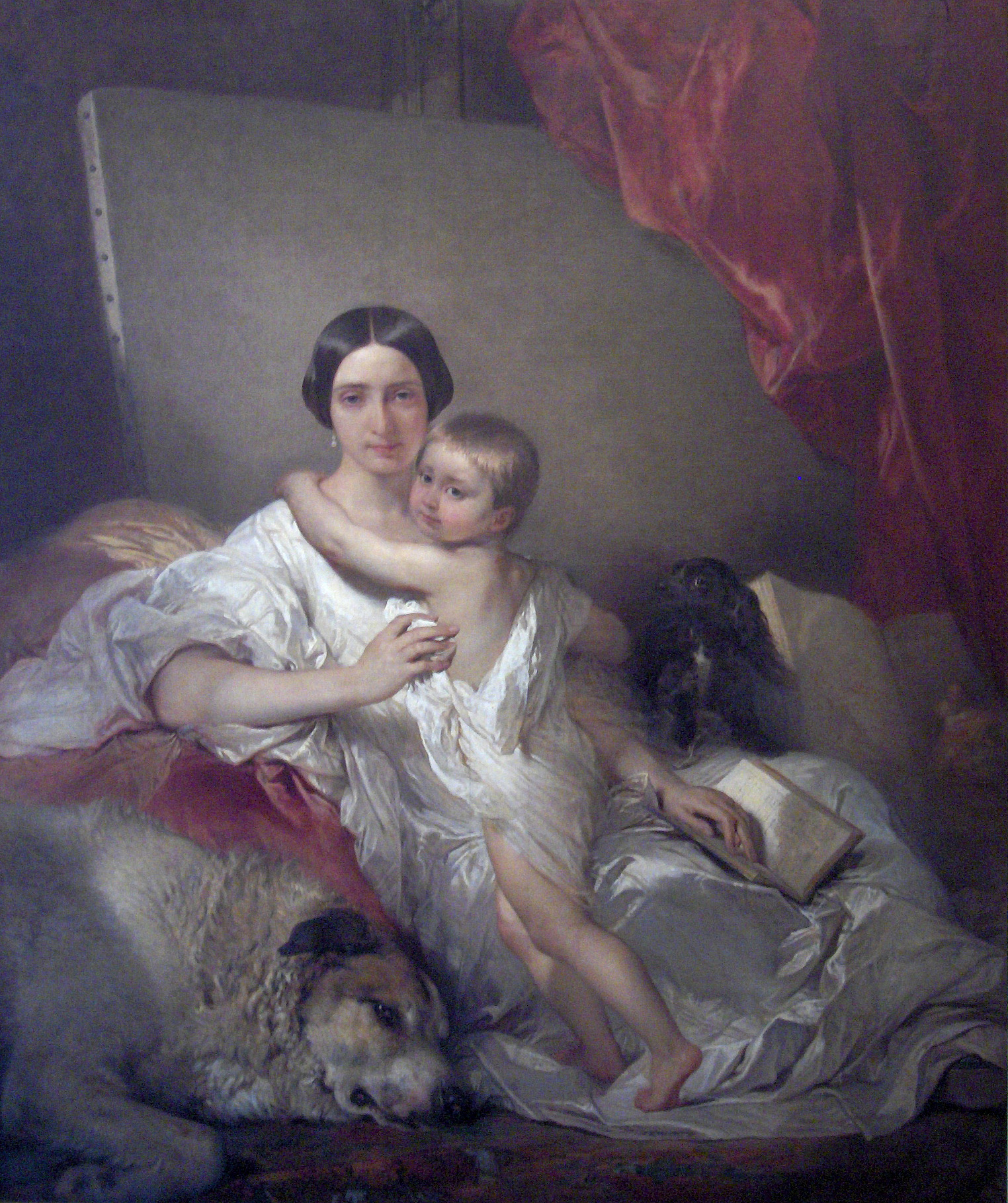
Ritratto della signora Gallait e sua figlia (1848)
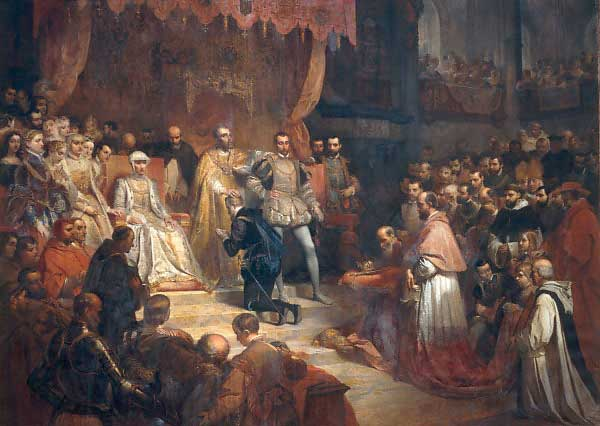
L'abdicazione di Carlo V (1841)
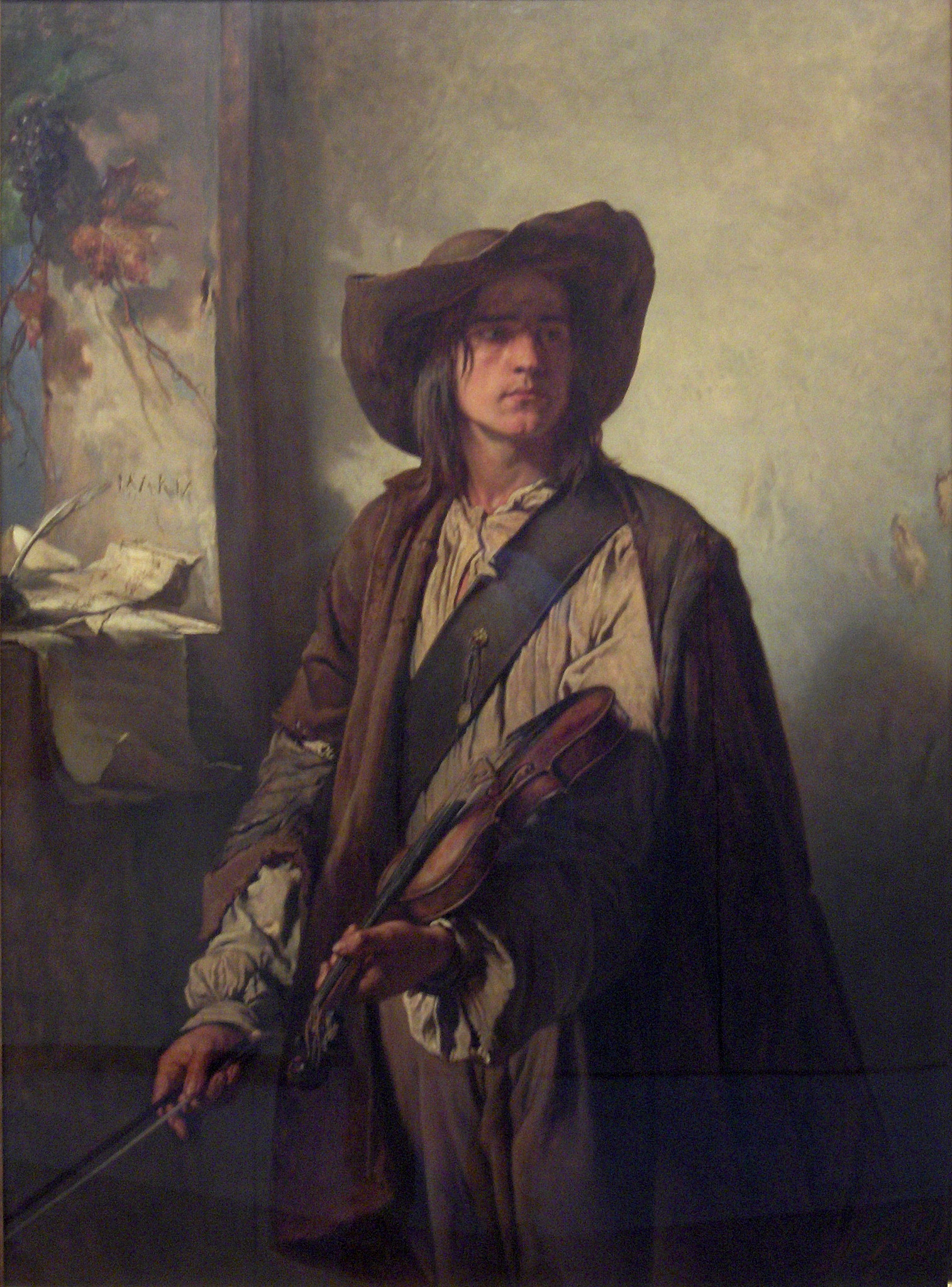
Arte e libertà (1849)
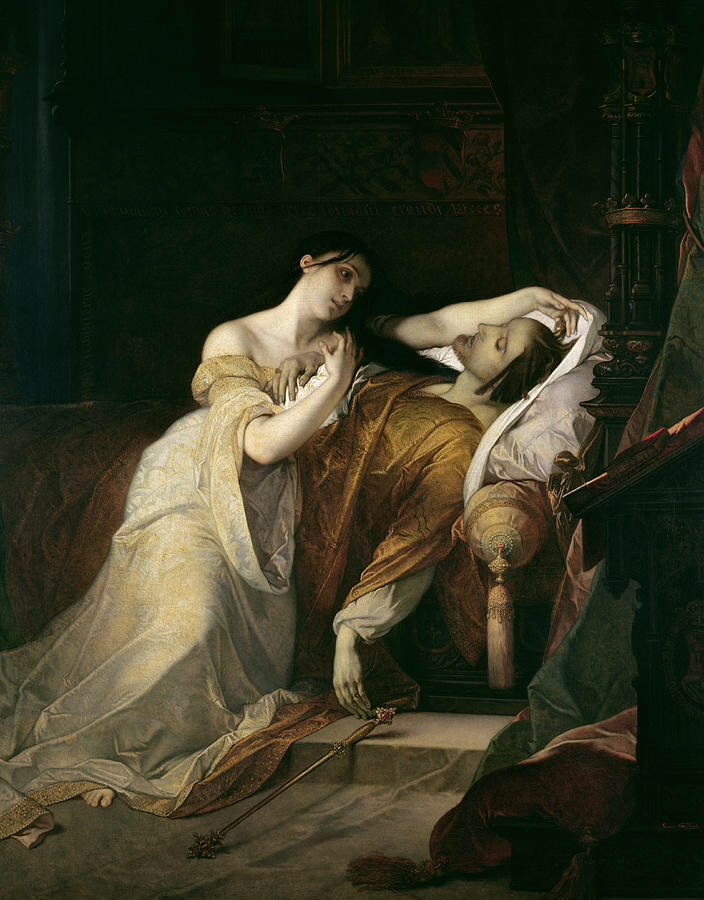
Giovanna la pazza (ca. 1850)
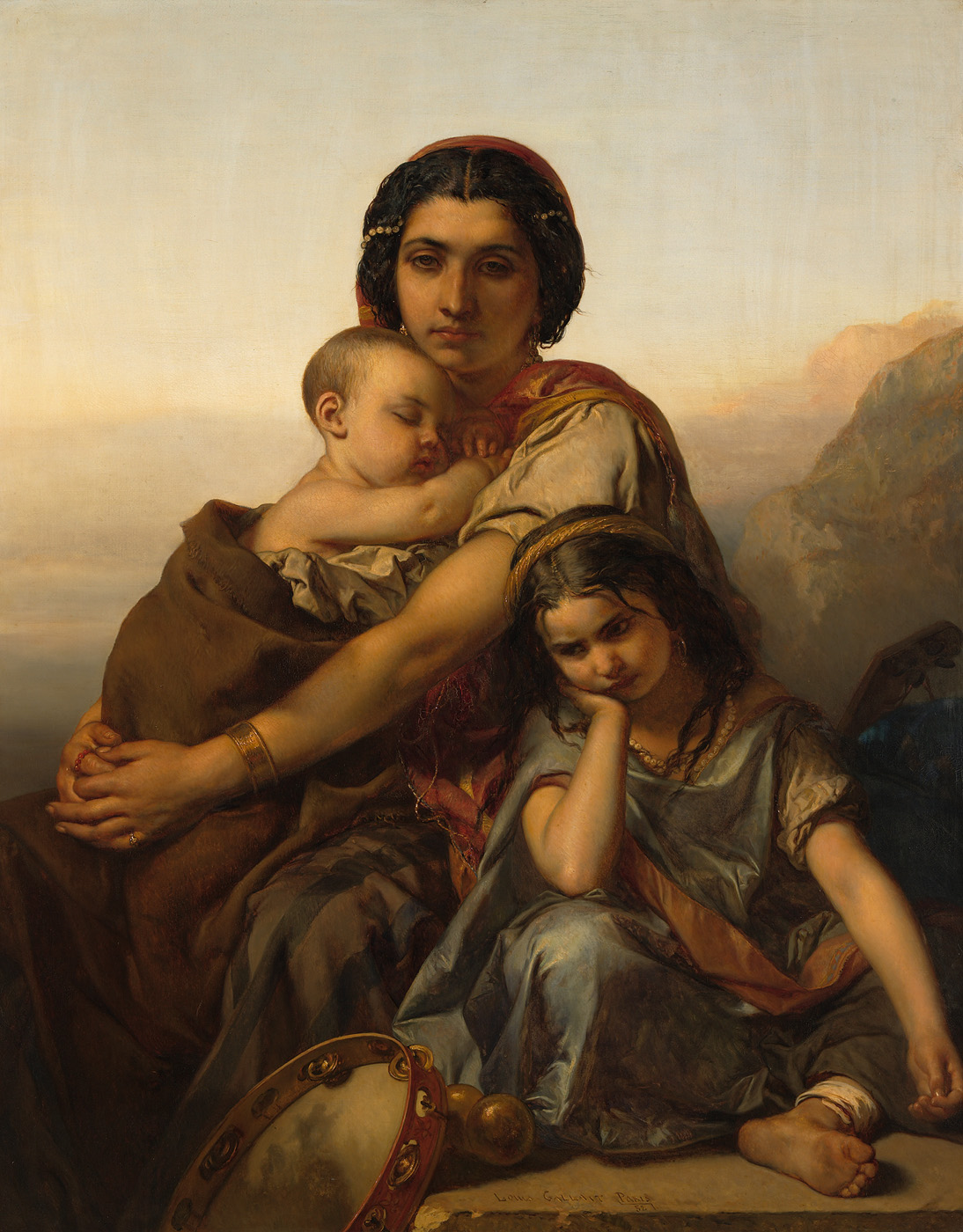
Zingara con due bambini (1852)
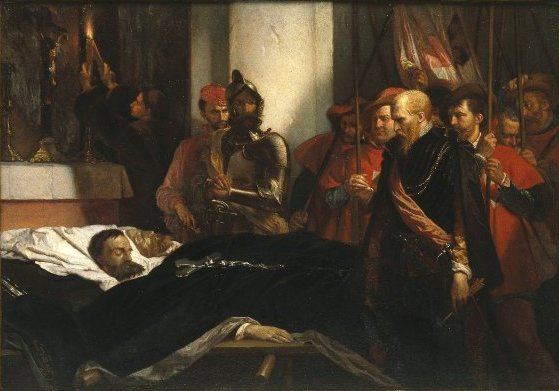
Ultimi onori resi ai conti di Egmont e di Horne (ca. 1859)